# Kanindé
Ne doit pas être confondu avec Canindé.

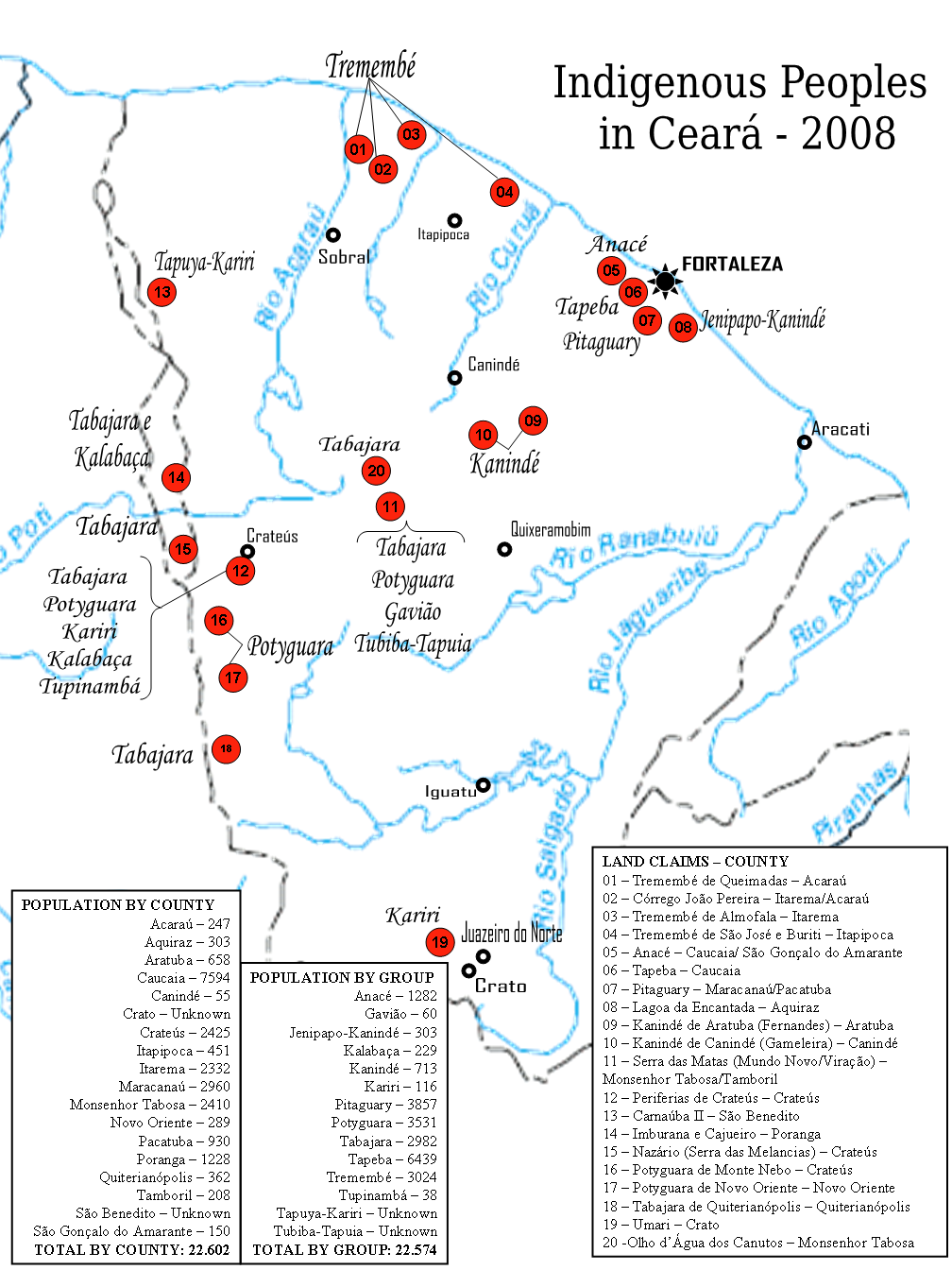
Carte de la répartition des centres de populations indigènes amérindiennes au Ceará en 2008 (environ 1100 personnes).

Les Kanindés (ou Canindés, à ne pas confondre avec la ville de Canindé, dans le même État du Ceará), sont un peuple autochtone d'amérindiens amazoniens du nord-est du Brésil vivant traditionnellement principalement de la chasse. Ils sont actuellement présents dans les communes d'Aratuba (Sítio Fernandes) et de Canindé (Fazenda Gameleira) au centre de l'État du Ceará. Y sont référencées environ 1 101 personnes composant environ 285 familles.

## Ethnographie
Les canindés sont associés aux Janduis et aux Paiacus, formant des groupes qui descendraient des Tarairus.
Le nom des Canindés est lié à leur chef historique Canindé, le plus important historiquement connu de la tribu Janduí. Celui-ci commanda la résistance de ce peuple au XVIIe siècle, obligeant le roi Pierre II du Portugal à signer un traité de paix en 1692 (traité par la suite violé par les Portugais). Leurs descendants sont depuis connus sous le nom de canindés, en référence à leur chef historique et à leurs ancêtres.

## Histoire
Les canindés ont une culture de tradition orale selon laquelle ils sont originaires d'une région géographique comprenant la municipalité actuelle de Mombaça ; ils auraient voyagé le long des rives de la rivière Curu, passant par Quixadá entre les rivières Quixeramobim et Banabuiú, jusqu'à atteindre leurs terres actuelles avec leurs parents, Jenipapos-canindés.
L'histoire des canindés a été marquée depuis l'Antiquité amérindienne par une série de déplacements forcés. Ils ont cependant réussi à maintenir des liens de parenté entre les deux communautés qui composent le groupe entre le centre du Sertão et la Serra de Baturité.
Les Kanindés se dénomment eux-mêmes « peuple chasseur » ; parmi leurs activités de subsistance, la chasse est encore de nos jours privilégiée, aux côtés de l'agriculture sur brûlis, pratiquée en complément à l'alimentation carnée.  Ils plantent principalement des haricots, des fèves, du maïs et du ricin.

## Organisation
Chez les canindés, la chasse est un élément centrale de la culture héritée de leurs ancêtres.
Ils sont conscients de l'utilisation de divers pièges tels que l'engin quixó, qu'ils utilisent pour capturer mocó, tejo, cassacos, pebas, cerfs, nambus, seriemas et juritis, en prenant toujours soin de ne pas violer la période de gestation des animaux. Le respect de la soutenabilité de l'exploitation des ressources naturelles se transmet de génération en génération, de manière à maintenir les ressources cynégétiques à travers les âges.

## Musée des Kanindés
En 1996, un Musée de la culture Kanindé a été ouvert, où une collection de nombreux instruments de chasse est présentée.
On y trouve aussi de nombreux documents, des objets divers, dont d'origine animale (cuirs, sabots, plumes, etc.), divers artefacts (fait de paille, céramique, bois...), du matériel archéologique, des vêtements, des végétaux, des minéraux, des photographies, des ornements, des instruments de musique et des outils pour les travaux des champs, ainsi que pièces de monnai, des médailles, etc. Ce Musée Kanindé est né avant même l'organisation (en 1998) de l'Association indigène Kanindé d'Aratuba (AIKA), après sa participation au mouvement indigène Ceará.
Le musée s'est construit parallèlement à une mobilisation pour la reconnaissance de l'identité autochtone.

## Structure familiales et de la société Kanindé
La plupart des indiens Kanindé forment une parenté constituée de noyaux familiaux étendus vivant à Aldeia Fernandes (à cinq kilomètres de la zone urbaine de la commune d'Aratuba, à environ 140 kilomètres de Fortaleza, dans la région du massif de la Baturité.
Au cours du processus initial de mobilisation ethnique, une grande partie du groupe a pris l'ethnonyme « Kanindé », avec lequel ils ont commencé à s'identifier collectivement et publiquement devant les communautés voisines, la société Ceará et le mouvement indigène local.
Au départ, ils ont bénéficié d'un grand soutien de l'organisation indigène Missão Tremembé, qui leur a permis de participer à des projets et à des échanges avec d'autres peuples du Ceará et du nord-est.